# Elisabeth Rieken
Elisabeth Rieken (* 1965 in Gießen) ist eine deutsche Sprachwissenschaftlerin und Professorin an der Philipps-Universität Marburg.

## Leben
Rieken studierte Vergleichende Sprachwissenschaft an der Universität Hamburg und an der Ruhr-Universität Bochum, dort unter anderem bei Erich Neu.
1996 wurde sie in Bochum mit ihrer Dissertation „Untersuchungen zur nominalen Stammbildung des Hethitischen“ promoviert.
Zwischen 1996 und 2000 arbeitete sie als Wissenschaftliche Assistentin an der FU Berlin und zeitweise an der Cornell University in New York.
Sie habilitierte sich 2001 mit einer Schrift zum Thema „Konditionalsätze, Irrelevanzkonditionalia und Konzessivsätze des Altirischen“.
Ab 2001 war sie als Lecturer am University College London und der School of Oriental and African Studies tätig.
Seit 2002 hat sie in Marburg eine Professur im Fachgebiet Vergleichende und Allgemeine Sprachwissenschaft inne.
Einer ihrer Forschungsschwerpunkte ist die Hethitische Sprache.
2019 wurde Rieken in die Akademie der Wissenschaften und der Literatur Mainz gewählt.

## Schriften
Monographien
- Untersuchungen zur nominalen Stammbildung des Hethitischen (StBoT 44), Wiesbaden 1999 [= Dissertation 1996].
- Die Konditionalsätze, Irrelevanzkonditionalia und Konzessivsätze des Altirischen (Studien und Texte zur Keltologie 10), Münster: Nodus 2012. [= Habilitationsschrift 2001].
- Einführung in die hethitische Sprache und Schrift (Lehrbücher orientalischer Sprachen 2) (unter Mitwirkung von Ute Gradmann und Jürgen Lorenz), Münster: Ugarit-Verlag 2012.

Mitherausgaben
- Pragmatische Kategorien. Form, Funktion und Diachronie. Akten der Arbeitstagung der Indogermanischen Gesellschaft vom 24. bis 26. September 2007 in Marburg. Herausgegeben von E. Rieken und P. Widmer. Wiesbaden: Reichert 2009.
- Ex Anatolia Lux. Anatolian and Indo-European studies in honor of H. Craig Melchert on the occasion of his sixty-fifth birthday, Herausgegeben von R. Kim, N. Oettinger, E. Rieken und M. Weiss, Ann Arbor/New York: Beech Stave, 2010.
- Investigationes Anatolicae: Gedenkschrift für Erich Neu, Herausgegeben von Jörg Klinger, Elisabeth Rieken und Christel Rüster, Harrassowitz: Wiesbaden 2010.
- Der „Tawagalawa-Brief“. Beschwerden über Piyamaradu. Eine Neuedition. Herausgegeben von Susanne Heinhold-Krahmer und Elisabeth Rieken, De Gruyter, Berlin/Boston 2020, ISBN 978-3-11-057551-4